# Nachtflug
Nachtflug (1992) is het zevende album van de Oostenrijkse muzikant Falco.

## Geschiedenis
Dit album was in Duitsland de eerste hit in vier jaar, mede dankzij de single Titanic. 
Titanic leverde tevens succes op voor Falco in Oostenrijk, waar hij de derde positie in de hitlijsten wist te bemachtigen. Falco bleef achttien weken in de hitlijsten met de single. Het album had hier profijt van, en Falco deed weer eens de top van de Oostenrijkse hitlijsten aan, in tegenstelling tot zijn twee voorgaande albums, Wiener Blut (1988) en Data de groove (1990).
Ook al was het album een hit in Europa, en hoewel Titanic veel prijzen kreeg, brak het niet door in de Verenigde Staten en het Verenigd Koninkrijk.
Een andere single, Dance Mephisto, lukte het ook de Oostenrijkse hitlijsten te bereiken. Hier was het echter een klein succes. Dance Mephisto brak niet door.

## Nummers
1. "Titanic" - 3:35
2. "Monarchy now" - 4:12
3. "Dance Mephisto" - 3:31
4. "Psychos" - 3:16
5. "S.C.A.N.D.A.L." - 3:56
6. "Yah-vibration" - 3:33
7. "Propaganda" - 3:36
8. "Time" - 4:07
9. "Cadillac hotel" - 5:07
10. "Nachtflug" - 3:15